# Josif Slipij
Josif Slipij (ukr. Йосиф Сліпий; Zazdrist, Ukrajina, 17. veljače 1892. - Rim, Italija, 7. rujna 1984.) bio je ukrajinski grkokatolički nadbiskup i kardinal.
Josif Slipij rođen je u brojnoj i imućnoj obitelji 17. veljače 1892. godine. Nakon završene gimnazije u Ternopolju  i studija filozofije i filologije na Sveučilištu u Lavovu, poslan je na studij teologije u Innsbruck. Svećeničko ređenje primio je 30. rujna 1917. Potom je završio studij u Rimu i vratio se u Lavov 1922. Bio je, između ostaloga, profesor teologije i rektor sjemeništa. Dana, 25. studenoga 1939. imenovan je biskupom-koadjutorom u Lavovu. Za biskupa ga je 22. prosinca iste godine zaredio nadbiskup Andrej Šeptickij. Nakon njegove smrti 1944. zamijenio ga je na dužnosti nadbiskupa Lavova i metropolita Ukrajinske grkokatoličke Crkve. Na kraju Drugog svjetskog rata, 11. travnja 1945., uhitio ga je NKVD i poslao u sovjetski gulag na osamnaest godina.
Ukrajinsku grkokatoličku Crkvu sovjetske vlasti nasilno su "pripojili" Ruskoj pravoslavnoj Crkvi. Slipij je odbijao sve ponude prijelaza na pravoslavlje te je neprekidno osuđivan 1953., 1957., 1962., potpuno zatočen 18 godina u logorima u Sibiru i Mordoviji (Dubravlag u Potmi). Slipij je pet godina proveo u Maklakovu (Krasnojarski kraj), gdje je napisao višetomnu povijest Katoličke Crkve u Ukrajini. Josif Slipij je svoje zatvorske godine doživljavao kao izgubljene godine. Najbolje godine svog života u smislu produktivnosti, morao je provesti među kriminalcima, istražiteljima i tamničarima. Mnogo puta je prošao kroz bolesti kao i lomljenje nogu i ruku te promrzline. Godine 1957. papa Pio XII. uputio mu je čestitku za 40. obljetnicu svećeničkog ređenja. Zaplijenjena je, a također zbog svojih spisa koji su kružili osuđen je na dodatnih sedam godina zatvora.
Na temelju intervencije pape Ivana XXIII. pušten je u veljači 1963. i nakon toga je bio prisiljen preseliti se u Rim, gdje je živio do svoje smrti. Sudjelovao je na tri zasjedanja Drugog vatikanskog koncila. U konzistoriju 1965. imenovan je kardinalom. Papa Pavao VI. 1963. podijelio mu je naslov nadbiskupa i imenovao ga članom Kongregacije za Istočne Crkve. Godine 1980. sudjelovao je u radu Biskupske sinode Ukrajinske grkokatoličke Crkve koju je sazvao papa Ivan Pavao II.
Nakon smrti, prvo je pokopan u rimskoj bazilici Svete Sofije. Godine 1992. njegovi posmrtni ostaci prevezeni su u katedralu sv. Jurja u Lavovu.